# Fluorapophyllit-(K)
Fluorapophyllit-(K) ist ein selten vorkommendes Mineral aus der Gruppe der Apophyllite innerhalb der Mineralklasse der „Silikate und Germanate“ mit der chemischen Zusammensetzung KCa4[(F,OH)|(Si4O10)2]·8H2O und ist damit chemisch gesehen ein wasserhaltiges Kalium-Calcium-Silikat mit zusätzlichen Fluorid- bzw. Hydroxidionen. Strukturell gehört es zu den Schichtsilikaten. Die in den runden Klammern angegebenen Bestandteile Fluorid- und Hydroxidionen können sich in der Formel jeweils gegenseitig vertreten, stehen jedoch immer im selben Mengenverhältnis zu den anderen Bestandteilen des Minerals.
Fluorapophyllit-(K) kristallisiert im tetragonalen Kristallsystem und entwickelt bis zu 20 cm große, dipyramidale, prismatische, isometrisch-pseudokubische oder tafelige Kristalle, die entweder farblos sind oder weiße, rosa, gelbe bzw. grüne Farbtöne zeigen. Die Oberflächen weisen einen glasähnlichen Glanz auf, Basis- und Spaltflächen schimmern dagegen eher perlmuttartig.
Wie alle Minerale der Apophyllitgruppe wird auch Fluorapophyllit-(K) häufig in Begleitung von Zeolithen als sekundäre Bildungen in den ehemaligen Hohlräumen von Mandelsteinen oder Drusen in Basalten, Phonolithen oder anderen basischen Vulkaniten sowie in manchen Erzlagerstätten als späthydrothermale Bildung gefunden.

## Etymologie und Geschichte

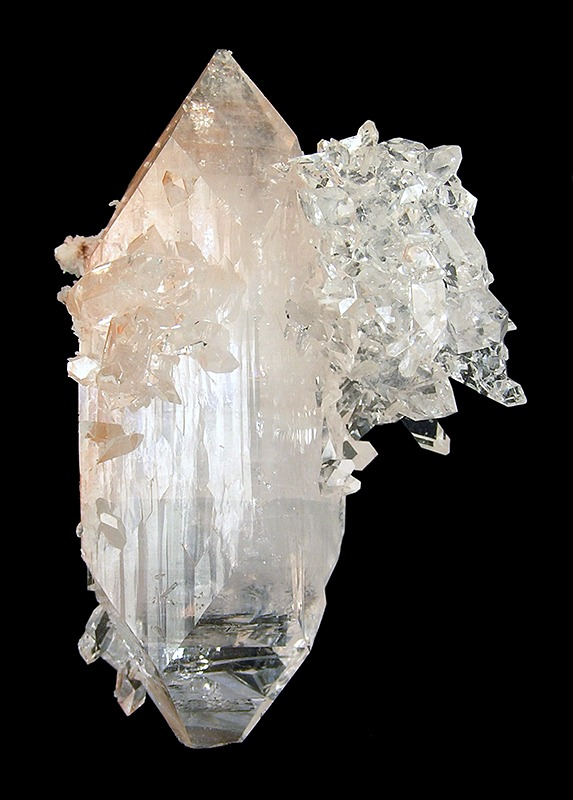
Idiomorpher, transparenter Fluorapophyllit-(K)-Kristall aus dem Distrikt Jalgaon, Maharashtra, Indien (Größe: 7,5 cm × 4,7 cm × 3,2 cm)

„Apophyllit“ wurde erstmals im Jahre 1784 von Carl Rinman, dem Sohn von Sven Rinman, als „Zeolith von Hellesta“ in Schweden erwähnt und dabei auch mit den Trivialnamen „Gässten“ und „Brausestein“ bedacht. Als eigenständiges Mineral wurde Apophyllit zuerst von José Bonifácio de Andrada e Silva als „Ichthyophthalme“ beschrieben, wobei das Originalvorkommen des „Ichthyophthalm“ die Insel Utö im südlichen Stockholmer Schärengarten ist. Abraham Gottlob Werner deutschte den Namen zu „Fischaugenstein“ ein. Der Name nimmt Bezug auf den Perlmuttglanz der Basisfläche, der einem gekochten Fischauge ähnelt. René-Just Haüy betrachtete 1801 einen Apophyllit aus Island ursprünglich als eine Varietät des von ihm aufgestellten Mesotyps und benannte ihn „Mésotype époinlée“, bezeichnete das Mineral aber vier Jahre später im Hinblick auf das Verhalten vor dem Lötrohr (nach dem griechischen Wort ἀπόφύλλίζω [apophyllizo] für „entblättern“) als Apophyllit.
Obwohl der Name „Apophyllit“ seit über 200 Jahren für ein einzelnes Mineral stand, wurden nach der Entdeckung des Hydroxyapophyllit im Jahre 1978 diesen beiden „Apophylliten“ von der IMA neue Namen zugewiesen. Die Apophyllite mit F > (OH) hießen fortan Fluorapophyllit, Apophyllite mit (OH) > F Hydroxyapophyllit. „Apophyllit“ durfte weiterhin für unbestimmte Vertreter der Mischkristallreihe verwendet werden. Im Jahre 2008 benannte Ernst Burke dann die Vertreter der Apophyllitgruppe um, wobei aus Fluorapophyllit „Apophyllit-(KF)“ wurde. Diese Umbenennung wurde 2015 rückgängig gemacht und zur Abgrenzung der einzelnen Spezies nun das dominierende einwertige Kation als Suffix in Klammern an den Mineralnamen angehängt und das dominierende tetraederfremde Anion als Präfix dem Mineralnamen vorangestellt. Der von der IMA anerkannte Mineralname lautet seitdem Fluorapophyllit-(K).
Typmaterial für Fluorapophyllit-(K) ist nicht definiert.

## Klassifikation
In der veralteten 8. Auflage der Mineralsystematik nach Strunz war der Fluorapophyllit-(K) noch nicht aufgeführt.
In der zuletzt 2018 überarbeiteten Lapis-Systematik nach Stefan Weiß, die formal auf der alten Systematik von Karl Hugo Strunz in der 8. Auflage basiert, erhielt das Mineral die System- und Mineralnummer VIII/H.01-020. Dies entspricht der Klasse der „Silikate“ und dort der Abteilung „Schichtsilikate“, wo Fluorapophyllit-(K) zusammen mit Fluorapophyllit-(Na) und Hydroxyapophyllit-(K) eine unbenannte Gruppe mit der Systemnummer VIII/H.01 bildet.
Die von der International Mineralogical Association (IMA) zuletzt 2009 aktualisierte 9. Auflage der Strunz’schen Mineralsystematik ordnet den Fluorapophyllit-(K) in die Klasse der „Silikate und Germanate“ und dort in die Abteilung „Schichtsilikate (Phyllosilikate)“ ein. Hier ist das Mineral in der Unterabteilung „Einfache Tetraedernetze mit 4-, 5-, (6-) und 8-gliedrigen Ringen“ zu finden, wo es zusammen mit Hydroxyapophyllit-(K) und Fluorapophyllit-(Na) die „Apophyllitgruppe“ mit der Systemnummer 9.EA.15 bildet.
In der vorwiegend im englischen Sprachraum gebräuchlichen Systematik der Minerale nach Dana hat Fluorapophyllit-(K) die System- und Mineralnummer 72.03.01.01. Das entspricht der Klasse der „Silikate“ und dort der Abteilung „Schichtsilikate: Zweidimensionale unbegrenzte Lagen mit anderen als sechsgliedrigen Ringen“. Hier findet er sich innerhalb der Unterabteilung „Schichtsilikate: Zweidimensionale unbegrenzte Lagen mit anderen als sechsgliedrigen Ringen: 3-, 4- oder 5-gliedrige Ringe und 8-gliedrige Ringe“ in der „Apophyllitgruppe (4- und 8-gliedrige Ringe)“, in der auch Apophyllitgruppe, Hydroxyapophyllit-(K), Fluorapophyllit-(Na) und Carletonit eingeordnet sind.

## Chemismus

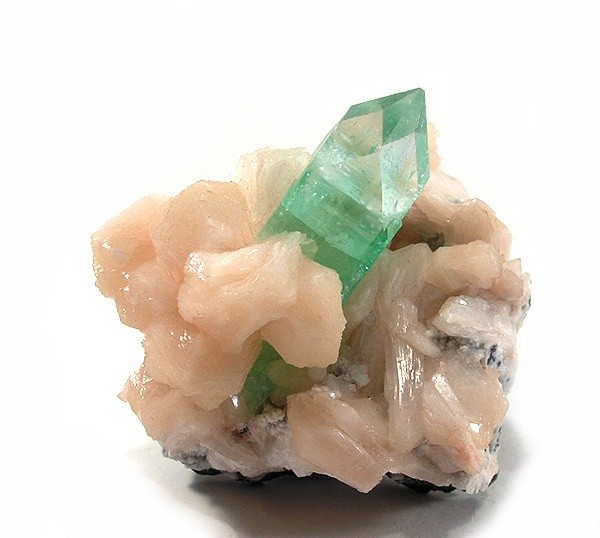
Apophyllit mit grüner Farbe durch in Spuren enthaltenes Vanadium aus dem Bombay Quarry, Mumbai District, Maharashtra, Indien (Größe: 7,6 cm × 6,6 cm × 2,9 cm)

Fluorapophyllit-(K) hat (auf Basis von 20 Sauerstoffatomen pro Formel) die gemessene Zusammensetzung
(K0,85Na0,16)Σ=1,01Ca4,05(Si7,83Al0,07)Σ=7,90O20F1,05·8,1H2O, was zu KCa4Si8O20F·8H2O idealisiert wurde und Gehalte von 5,19 % K2O, 24,73 % CaO, 52,98 % SiO2 sowie 2,09 % F und 15,89 % H2O erfordert.
Fluorapophyllit-(K) ist das fluordominante Analogon des hydroxyldominierten Hydroxyapophyllit-(K), mit dem er eine kontinuierliche Mischkristallreihe mit variabel austauschbaren Fluoridionen (Fluorapophyllit-(K)) und Hydroxidionen (Hydroxyapophyllit-(K)) bildet. Fluorapophyllit-(K) und Hydroxyapophyllit-(K) können weder visuell noch durch Röntgendiffraktion und in den meisten Fällen auch durch optische Methoden nicht voneinander unterschieden werden. Sie sind nur durch chemische Analysen genau zuzuordnen.
In manchen ammoniumhaltigen Apophylliten sind bis zu 25 % des stöchiometrischen K+ durch NH4+ ersetzt. Möglicherweise existiert hier eine weitere Mischkristallreihe zwischen Fluorapophyllit-(K) und einem hypothetischen Endglied Fluorapophyllit-(NH4).
Insbesondere indische Apophyllite aus stark porösen Basalten, die Maximalgehalte von 600 bis 750 ppm Vanadium besitzen, weisen in ihrem Spurenelementbestand Gehalte von 1600 ppm Vanadium und 350 ppm Mangan auf. Es hat sich herausgestellt, dass vierwertiges Vanadium in Form des Vanadyl-Ions (VO2+) für die grüne Farbe der indischen Apophyllite und auch für deren Dichroismus verantwortlich ist.

## Kristallstruktur

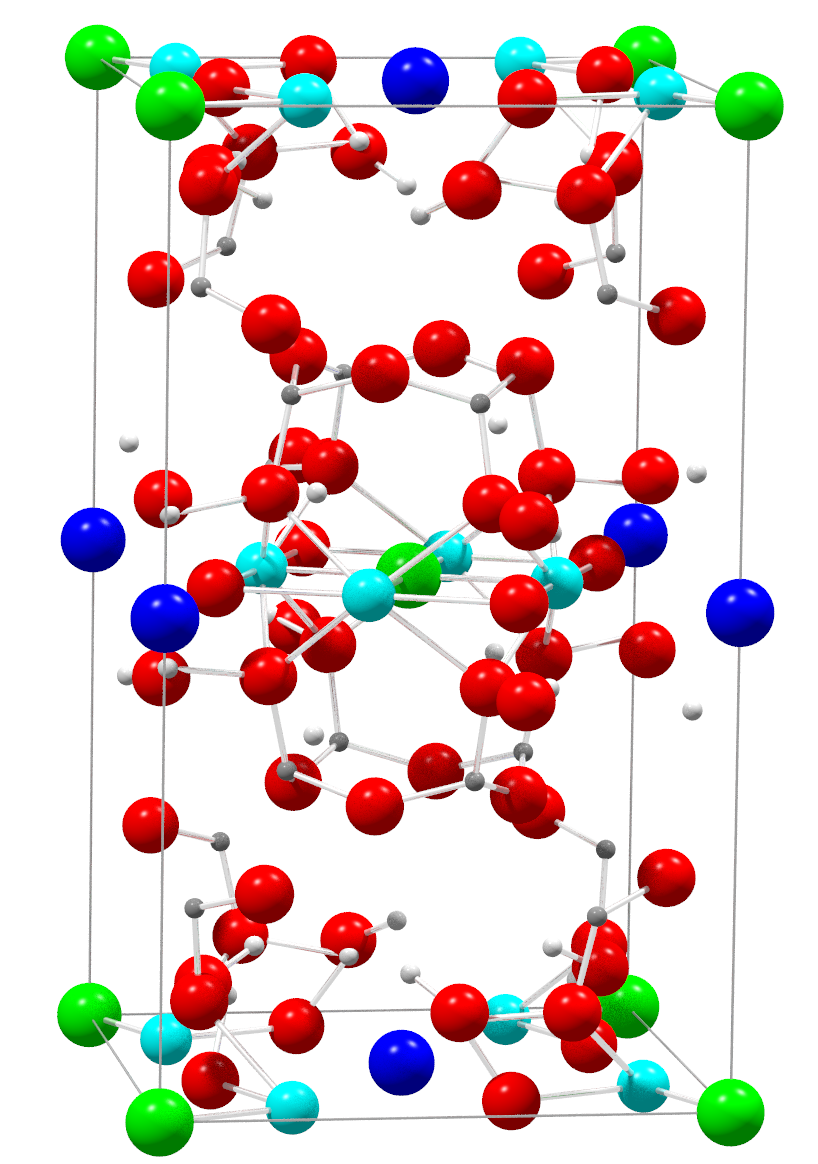
Struktur der Minerale der Apophyllitgruppe:
1. 0FF Ca^{2+},
2. 00F (Na, K)^{+},
3. e00 O^{2−},
4. 0F0 F^{−},
5. BBB H^{+},
6. 555 Si^{4+}

Fluorapophyllit-(K) kristallisiert im tetragonalen Kristallsystem in der Raumgruppe P4/mnc (Raumgruppen-Nr. 128) mit den Gitterparametern a = 8,963 Å und c = 15,804 Å sowie zwei Formeleinheiten pro Elementarzelle.
Fluorapophyllit-(K) weist eine ungewöhnliche Einschichtstruktur auf, die aus endlosen Schichten bzw. Netzen von SiO4-Tetraedern parallel (001) besteht (vergleiche dazu auch die nebenstehenden Abbildung). Im Gegensatz zu den Sechserringen der Glimmergruppe werden diese Schichten aus Vierer- und Achterringen von eckenverknüpften [SiO4]4−-Tetraedern aufgebaut. Die Viererringe zeigen bezüglich der c-Achse abwechselnd (alternierend) nach oben und nach unten. Die Schichten sind miteinander durch große Calciumionen verknüpft, die aus jeder der benachbarten Schichten zwei Sauerstoffatome, ein (F,OH)-Ion und zwei H2O-Moleküle verbinden. Die Verbindung der H2O-Moleküle mit den Sauerstoffatomen der SiO4-Tetraeder geschieht über Wasserstoffbrückenbindungen. Jedes (F,OH)-Ion ist von vier in derselben Ebene liegenden Calciumionen umgeben, während jedes Kaliumion von acht H2O-Molekülen umgeben ist. Auf diese Weise wechseln die Tetraederschichten kontinuierlich mit Schichten, die aus den großen Kationen von Calcium und Kalium sowie F−/OH− und H2O-Molekülen bestehen. Die Anordnung der Schichten parallel (001) erklärt die sehr vollkommene Spaltbarkeit des Fluorapophyllit-(K) in diese Richtung.
Das Kristallwasser wird in zwei Schritten zwischen 310 und 334 °C sowie 430 und 450 °C ausgetrieben.

## Eigenschaften

### Morphologie

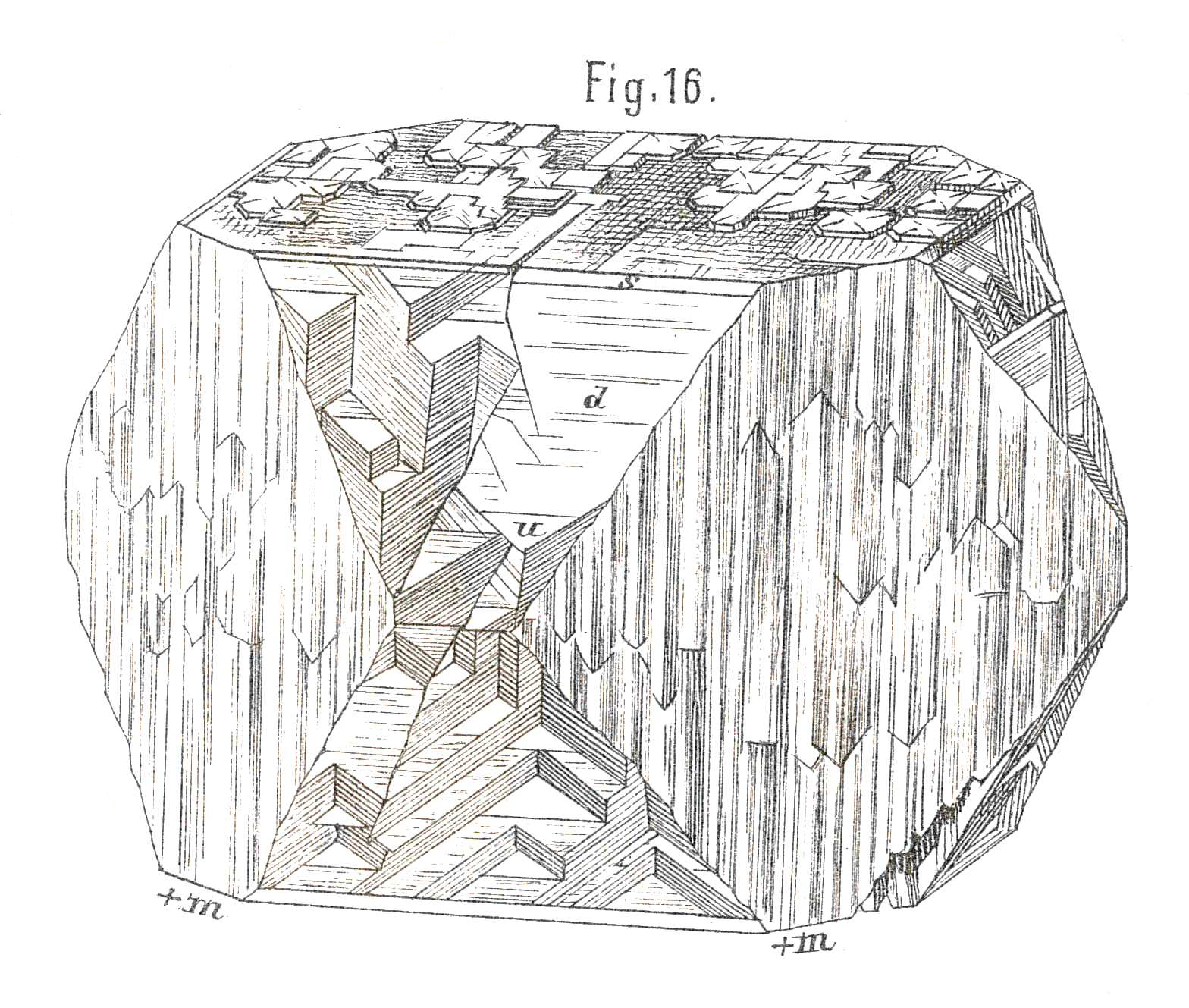
Apophyllit mit Längsstreifung, entstanden durch Baufehler mit Bildung aneinandergrenzender Subindividuen

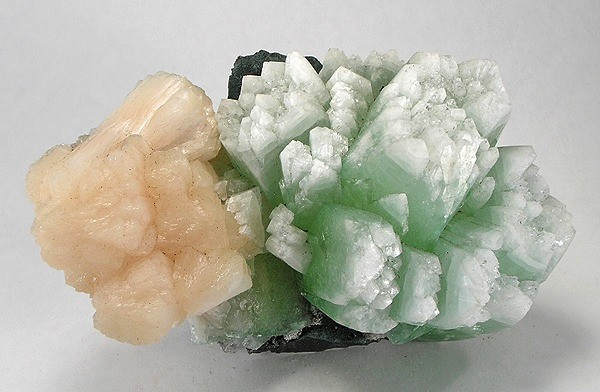
Fluorapophyllit-(K)-Kristalle mit zinnenartig auslaufenden Terminierungen auf Stilbit-Ca aus dem Distrikt Nashik, Indien (Größe: 17,2 cm × 11,4 cm × 8,4 cm)

Fluorapophyllit-(K) bildet fast immer aufgewachsene, bis zu 20 cm große Kristalle, die im Wesentlichen in vier verschiedenen Grundtypen mit den Hauptflächenformen {110}, {101} und {001} auftreten (siehe dazu auch die zugehörigen Grafiken). Bei Vergleichen mit historischen Kristallzeichnungen muss beachtet werden, dass die Aufstellung der Kristalle in modernen Zeichnungen gegenüber der früheren morphologischen Orientierung um 45° gedreht ist.
Neben prismatischen bis isometrischen, pseudowürfeligen Kristallen mit den trachtbestimmenden, sich meist im Gleichgewicht befindlichen Flächenformen {110} und {001} existieren Kristalle, die durch Dominanz von {101} dipyramidal und durch Dominanz von {001} tafelig erscheinen. Die Flächen von {110} weisen durch gleichzeitiges Auftreten von {110} und {210} häufig eine deutliche und tiefe, kantenparallele Streifung sowie Rundung auf. Im Gegensatz dazu steht die bereits Ende des 19. Jahrhunderts vertretene Meinung, dass die Streifung der Apophyllite durch Baufehler mit Bildung zahlloser aneinandergrenzender Subindividuen entsteht, wobei die individuellen Blöcke um jeweils 1° bis 3° versetzt sind, wie es auch die nebenstehende Kristallzeichnung zeigt.
Die Flächen von {001} sind oft matt, rau oder laufen in zahllose einzelne Subindividuen aus. Fluorapophyllit-(K) bildet gelegentlich Zwillinge mit der Zwillingsachse normal auf (111) und der Verwachsungsfläche ebenfalls normal auf (111), folglich ungefähr parallel (113) (alte Aufstellung!). Ferner muss auf die radialstrahligen Fluorapophyllit-(K)-Aggregate von Momin Akhada bei Rahuri unweit Ahmednagar in Indien verwiesen werden, deren kugelförmiges Erscheinungsbild an so genannte Diskokugeln erinnert.

Tracht und Habitus von Fluorapophyllit-(K)-Kristallen (gleiche Farben bedeuten gleiche Flächenformen)
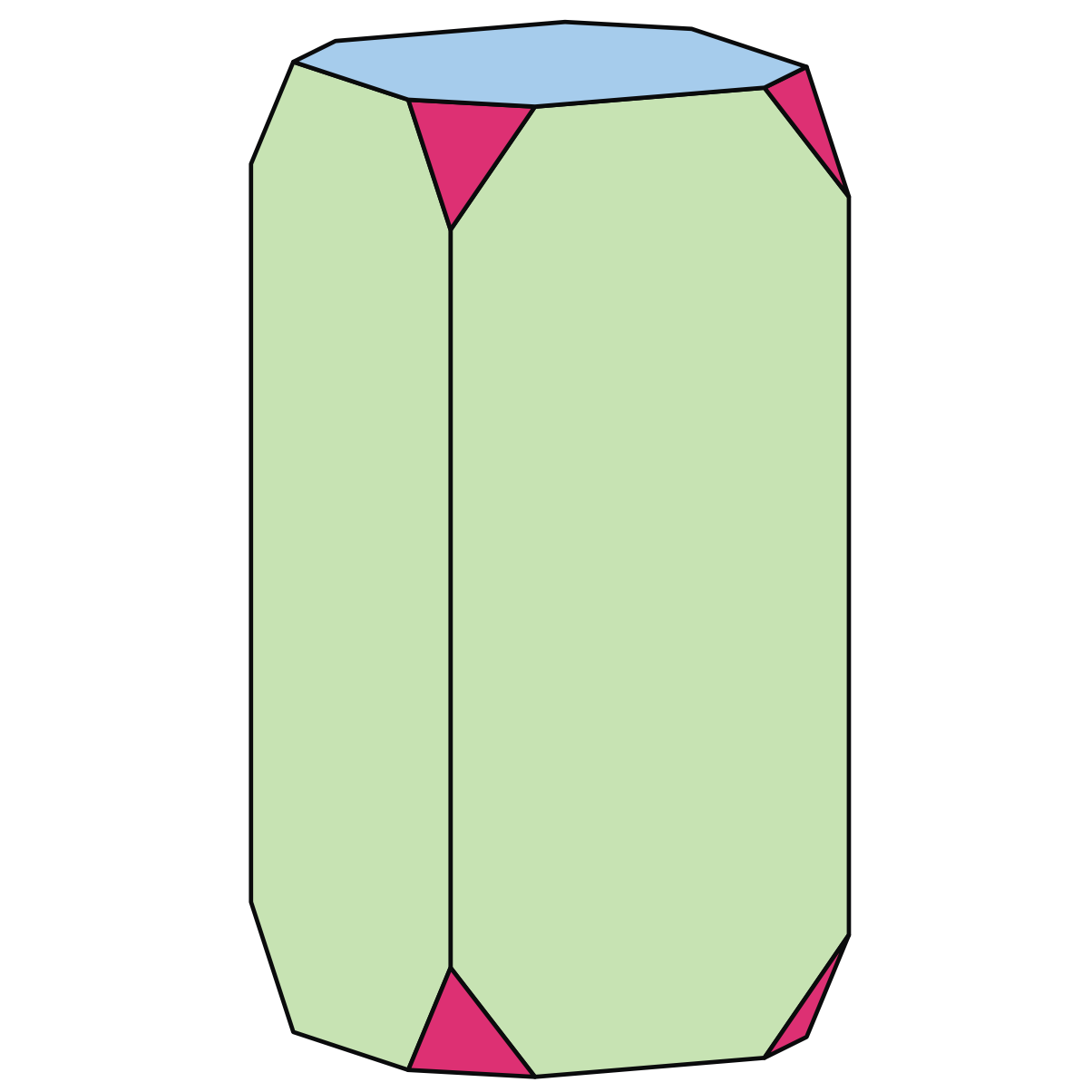
prismatisch
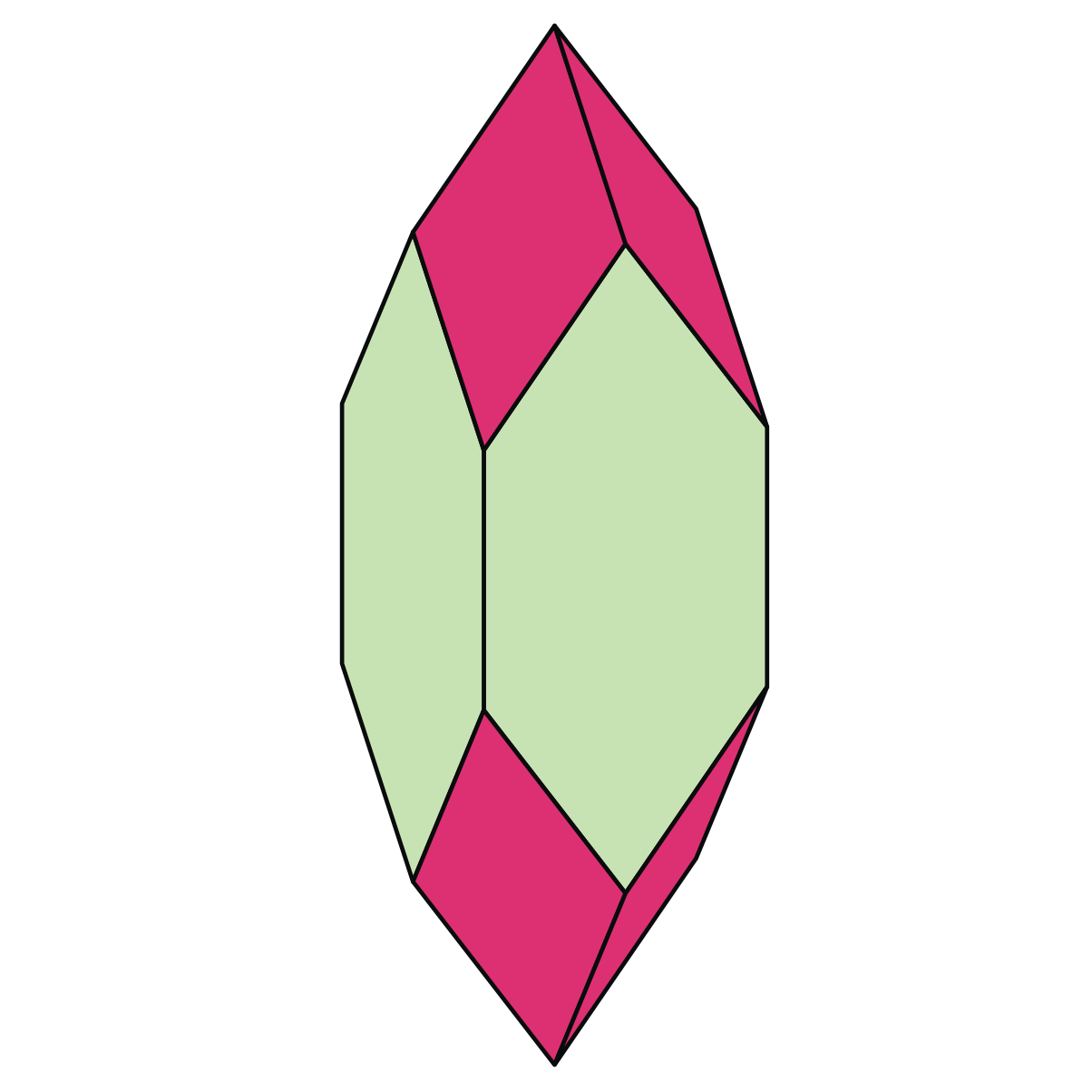
prismatisch-dipyramidal
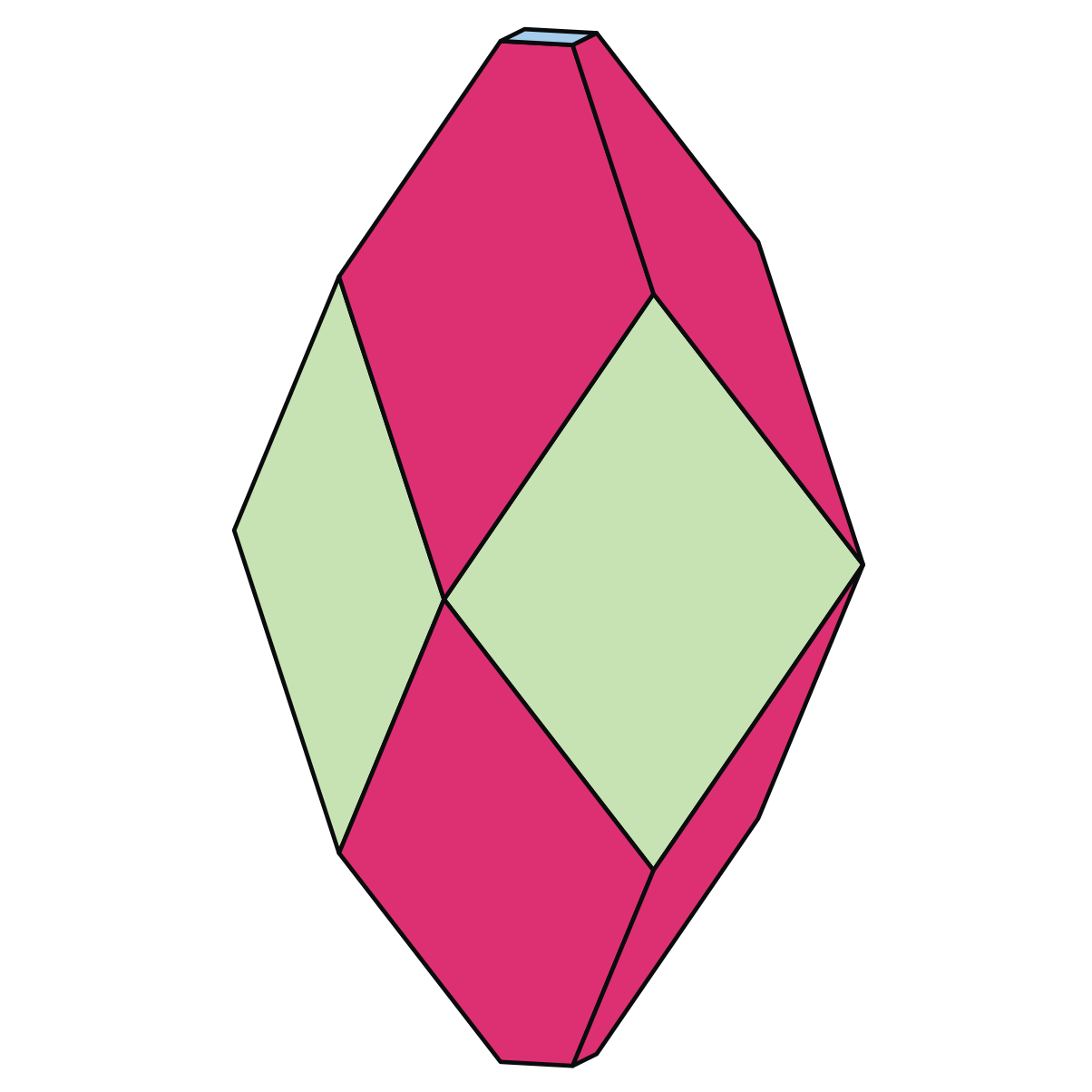
dipyramidal-prismatisch
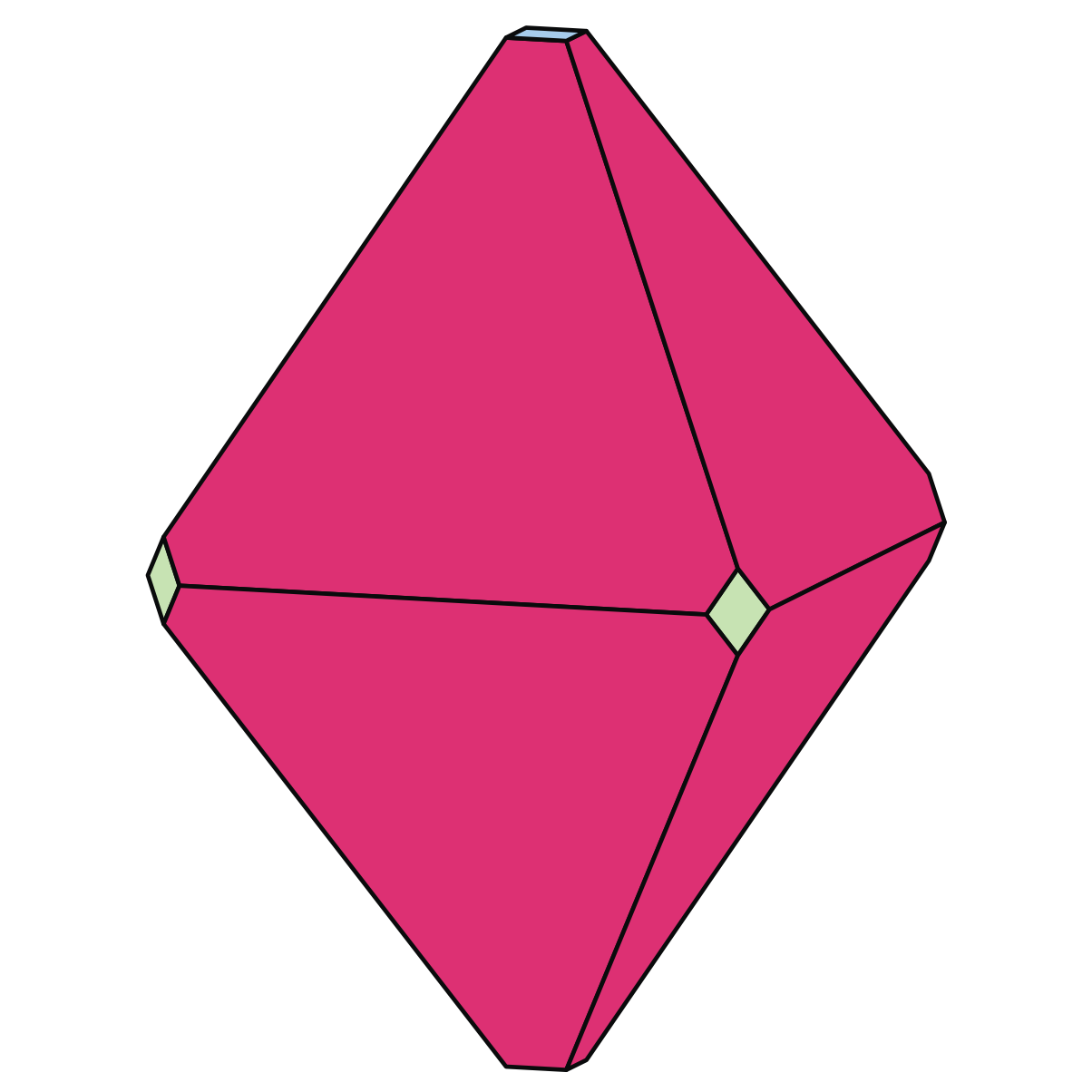
dipyramidal
isometrisch
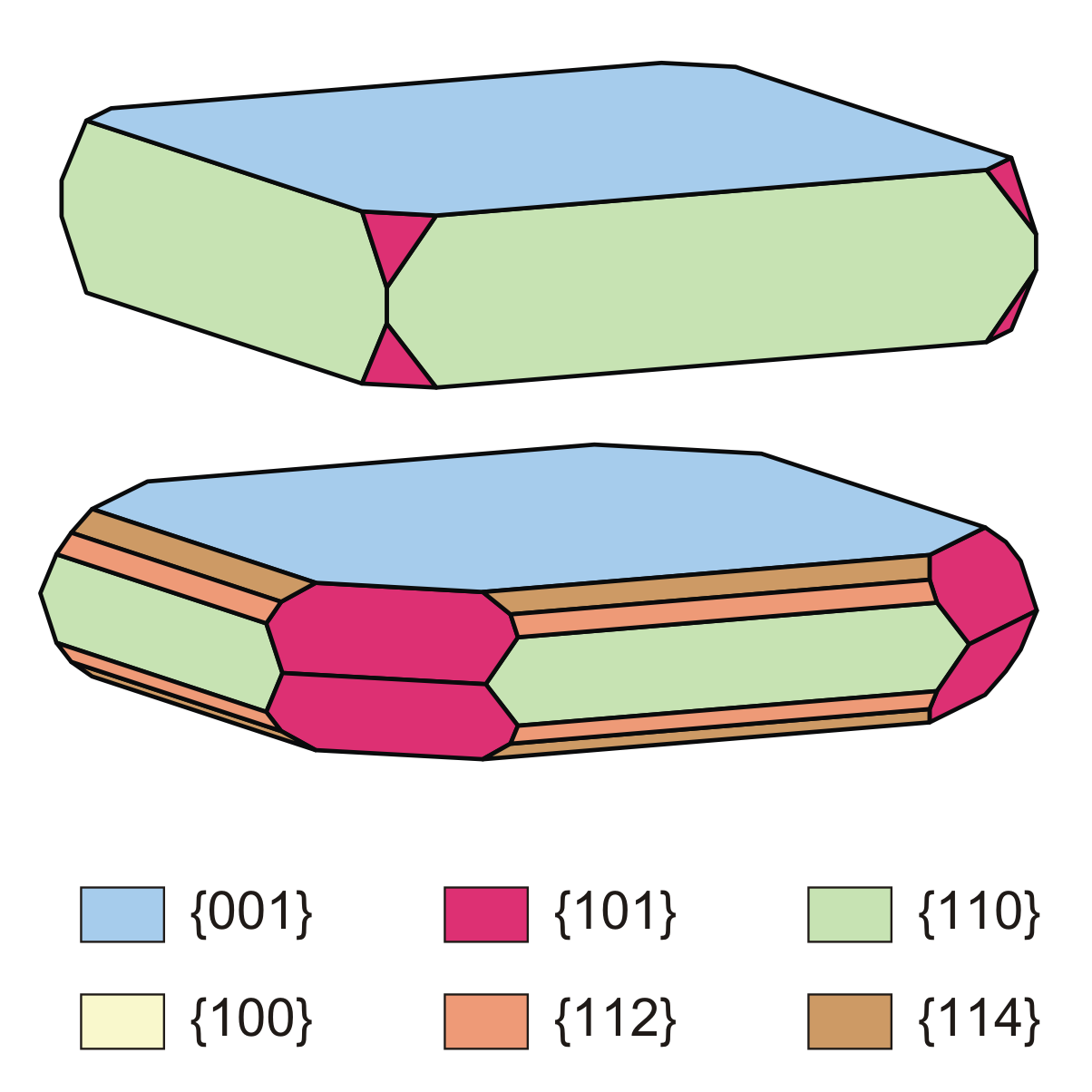
tafelig

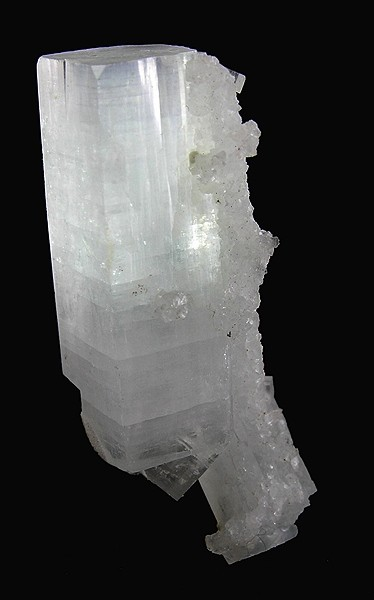
prismatischer Kristall
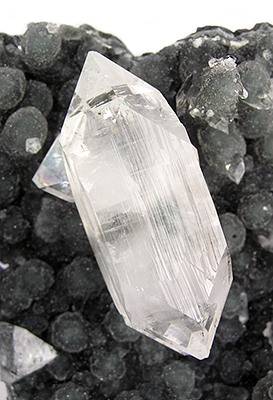
prismatisch-dipyramidaler Kristall
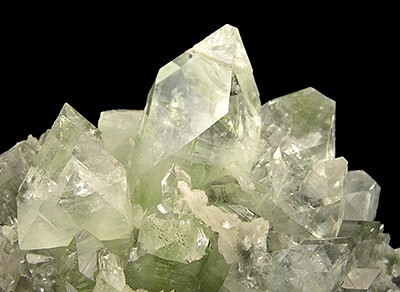
dipyramidal-prismatischer Kristall
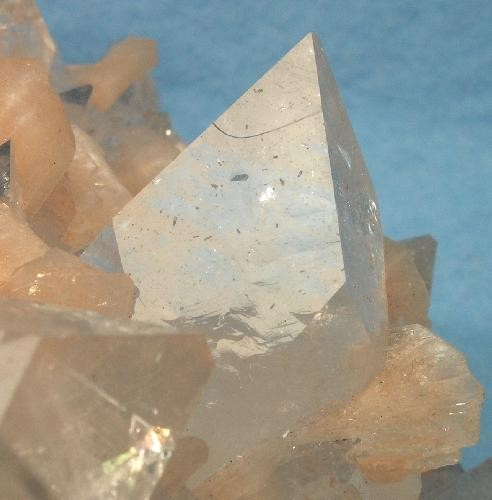
dipyramidaler Kristall
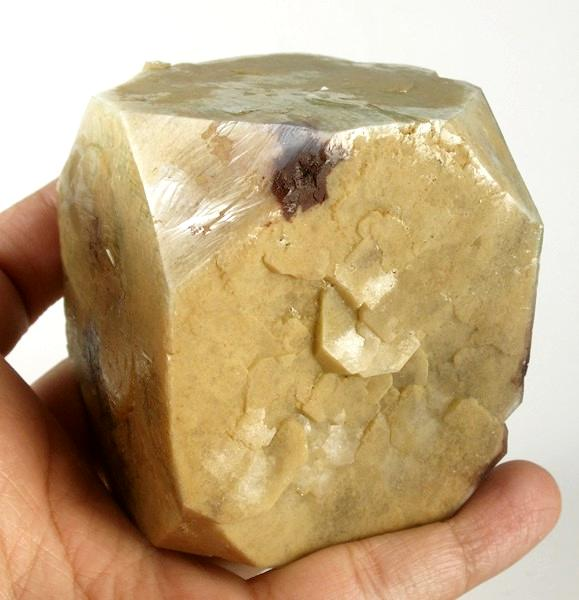
isometrischer Kristall
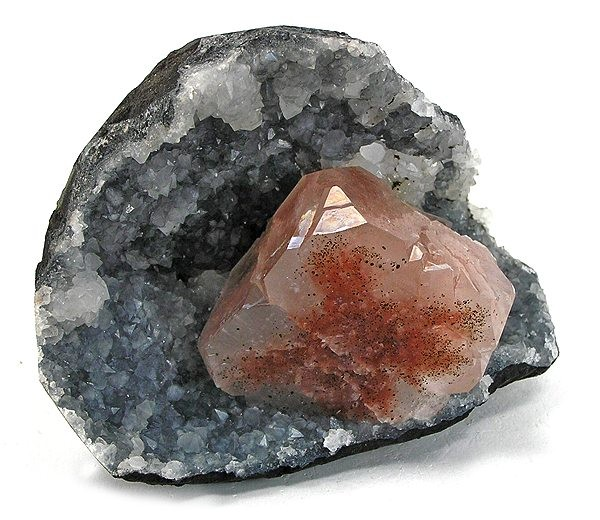
dicktafeliger Kristall
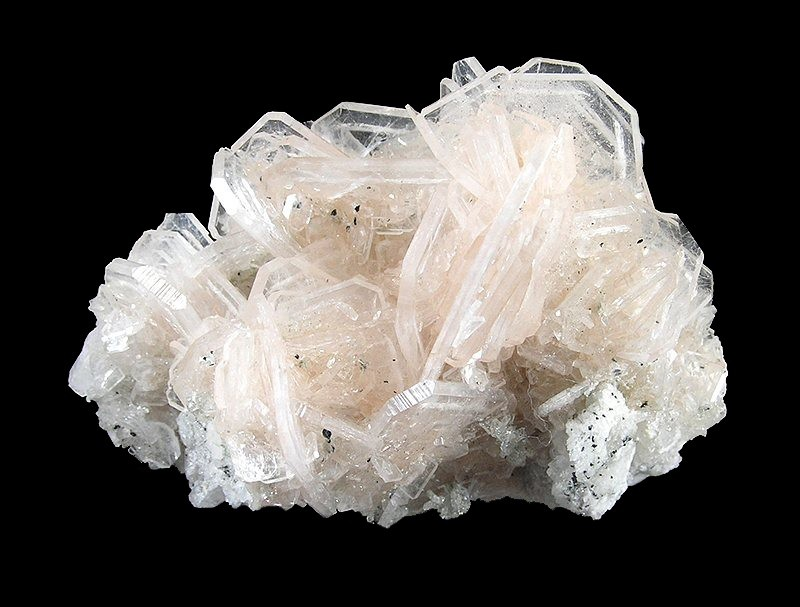
dünntafelige Kristalle

### Physikalische und chemische Eigenschaften
In reiner Form ist Fluorapophyllit-(K) farblos und wasserklar-durchsichtig. Durch vielfache Lichtbrechung aufgrund von Gitterbaufehlern oder polykristalliner Ausbildung sind die Kristalle aber häufiger weiß, wobei die Transparenz entsprechend abnimmt, oder zeigen durch Fremdatome wie Vanadium bzw. durch Einschlüsse anderer Minerale (z. B. Seladonit, Hämatit) rosafarbene, gelbliche oder grünliche Töne. Die Strichfarbe des Fluorapophyllit-(K) ist hingegen immer weiß. Die Oberflächen der durchscheinenden bis durchsichtigen Kristalle weisen auf allen Flächen einen starken glasartigen Glanz, auf den Flächen von {001} und auf Spaltflächen hingegen Perlmuttglanz auf.
Fluorapophyllit-(K) besitzt eine sehr vollkommene Spaltbarkeit nach {001}, bricht aufgrund seiner Sprödigkeit aber ähnlich wie Amblygonit, wobei die Bruchflächen uneben ausgebildet sind. Mit einer Mohshärte von 4,5 bis 5 gehört Fluorapophyllit-(K) zu den mittelharten Mineralen, die sich wie die Referenzminerale Fluorit und Apatit mehr oder weniger leicht mit einem Taschenmesser ritzen lassen. Die gemessene Dichte für Fluorapophyllit-(K) beträgt je nach Autor 2,33 bis 2,37 g/cm³, die berechnete Dichte liegt bei 2,37 g/cm³.
Im Dünnschliff ist Fluorapophyllit-(K) farblos und weist anomale Interferenzfarben auf. Charakteristisch für das Mineral ist eine auffallend geringe Doppelbrechung und eine oft im gleichen Kristall zu beobachtende Variation des optischen Charakters von positiv zu negativ. Fluorapophyllit-(K) ist häufig optisch anomal und zweiachsig. Die optischen Anomalien des Minerals sind seit langem bekannt; sie äußern sich neben der Zweiachsigkeit unter anderem in Felderteilung und den „Apophyllit-Ringen“, einer Farbbesonderheit bei den Interferenzfiguren.
Apophyllit ist stark pyroelektrisch derart, dass sich beim Abkühlen des erhitzten Kristalls die Enden seiner Hauptachse positiv, die mittleren Regionen negativ aufladen.
Fluorapophyllit-(K) zeigt durch die Abspaltung des Kristallwassers eine deutliche Reaktion vor dem Lötrohr. Dabei blättern sich die Kristalle in charakteristischer Weise auf und schmelzen leicht zu weißem, blasigem Email, auf Kohle hingegen zu einer klaren, durchsichtigen Kugel. Eine Violettfärbung der Flamme findet nur in der Nähe der Probe statt. Im Kölbchen wird es unter Wasserabgabe matt; Fluor-Reaktion. Durch Salzsäure und Salpetersäure ist es leicht, durch Schwefelsäure schwer zersetzbar, wobei sich ein schleimiger bis gallerteartiger Rückstand bildet, der nach dem Glühen schwerer angreifbar ist. Das Pulver reagiert auch nach dem Glühen stark alkalisch.

## Modifikationen und Varietäten
Fluorapophyllit-(K)-Kristalle aus vielen Lokalitäten sind kontinuierlich oder diskontinuierlich zoniert. So weisen „Fluorapophyllit“-Kristalle aus der „Sampo Mine“ bei Takahashi auf Honshū in Japan immer einen Kern aus Fluorapophyllit-(Na) auf, dem ein mehr oder weniger dünner Saum aus Fluorapophyllit-(K) aufgewachsen ist. In der Fengjiashan Mine in China besteht der Kern der „Apophyllit“-Kristalle aus Fluorapophyllit-(Na) mit (Na0,8K0,2) und der Randbereich aus formelreinem Fluorapophyllit-(K) mit (K1,0).
Seit langem sind orthorhombische fluor- und kaliumdominante Apophyllite bekannt. Bei der Kristallstrukturanalyse eines „Apophyllits“ aus einer Druse im Basalt von Christmas, Arizona, stellte sich heraus, dass die Si-O-Tetraeder leicht deformiert sind, wodurch die Symmetrie von tetragonal auf orthorhombisch erniedrigt wird. Damit handelt es sich um einen orthorhombischen Polymorph von Fluorapophyllit-(K) („Fluorapophyllit-1O“) und das kaliumdominante Analogon des natriumdominierten Fluorapophyllit-(Na).
- Tesselit: Bei Nólsoy auf den Färöer-Inseln fand David Brewster Apophyllite, die im polarisierten Licht Charakteristika zweiachsiger Kristalle zeigten, und stellte die eigene Spezies „Tesselit“ (nach dem lateinischen Wort „tessella“, Diminutiv von tessera, Würfelchen) auf.[21]
- Brünnichit: Nach dem dänischen Mineralogen Morten Thrane Brünnich (1737–1827) benannte der deutsche Naturforscher und Mineraloge Carl Ludwig Giesecke einen Zeolith von der Diskoinsel westlich von Grönland als Brünnichit. Dessen Identität mit Apophyllit (damals noch Ichthyophthalm) hatte bereits eine Analyse von Christian Gottlob Gmelin[28] gezeigt.[29]
- Oxahverit (Oxhaverit): Oxahverit nannte Brewster hellgraue, lauchgrüne, olivgrüne und rötlichbraune Kristalle in versteinertem Holz von den Quellen des Oxhaver bei Husavik. Edward Turner wies nach, dass der Unterschied zum Apophyllit nur in Beimengungen von Eisenoxihydroxiden und Al2O3 besteht.[30][31]
- Albin: Als Albin unterschied Abraham Gottlob Werner die mit und ohne Calcit auf Natrolith aufgewachsenen, schnee- und gelblichweißen, kaum noch durchscheinenden Kristalle, speziell die von Aussig (Ústí n. L.), aber auch von den Färöer-Inseln sowie von Oravița. Generell handelt es sich um einen verwitterten oder alterierten Apophyllit, pseudomorphosiert oder teilpseudomorphosiert durch Calcit.[32]
- Xylochlor: Wolfgang Sartorius von Waltershausen benannte ein in einem braungrünen fossilen Baumstamm in vulkanischem Tuff zwischen Húsavík und Halbjana-Stadr Kumbur auf Island in Form von durch Spuren von Eisen olivgrün gefärbten Dipyramiden vorkommendes Mineral nach den griechischen Wörtern ξύλον [xylos] für „Holz“ und χλωρός [chloros] für „grün“ als „Xylochlor“.[33] Die Färbung wird aber wahrscheinlich nicht durch Eisen, sondern durch Vanadium (siehe oben) erzeugt. Gustav Adolf Kenngott zeigte die Identität mit Apophyllit.[34]
- Louisit: Das von Reverend D. Honeyman 1878 vorgestellte lauchgrüne Mineral aus Blomidon in Nova Scotia, Kanada, hat sich nach Untersuchungen von Thomas Leonard Walker als Gemenge aus radialen Quarzkügelchen in spaltbaren Apophyllitmassen erwiesen.[35][36]

Eine Übersicht weiterer historischer Namen geben Pete Dunn und Wendell Wilson.

## Bildung und Fundorte

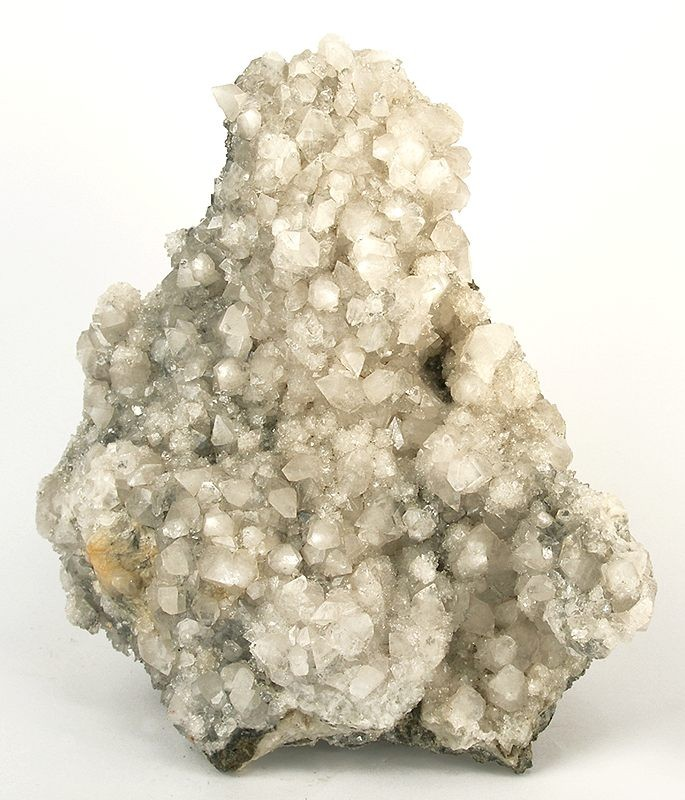
Idiomorphe Fluorapophyllit-(K)-Kristalle aus Sankt Andreasberg im Harz (Größe: 10,7 cm × 9,7 cm × 4,2 cm)

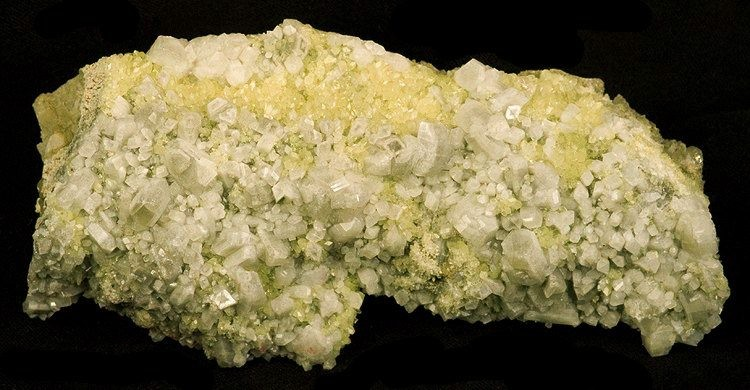
Fluorapophyllit-(K) und Harmotom von Korsnäs in Finnland (Größe: 11,6 cm × 5,4 cm × 2,4 cm)

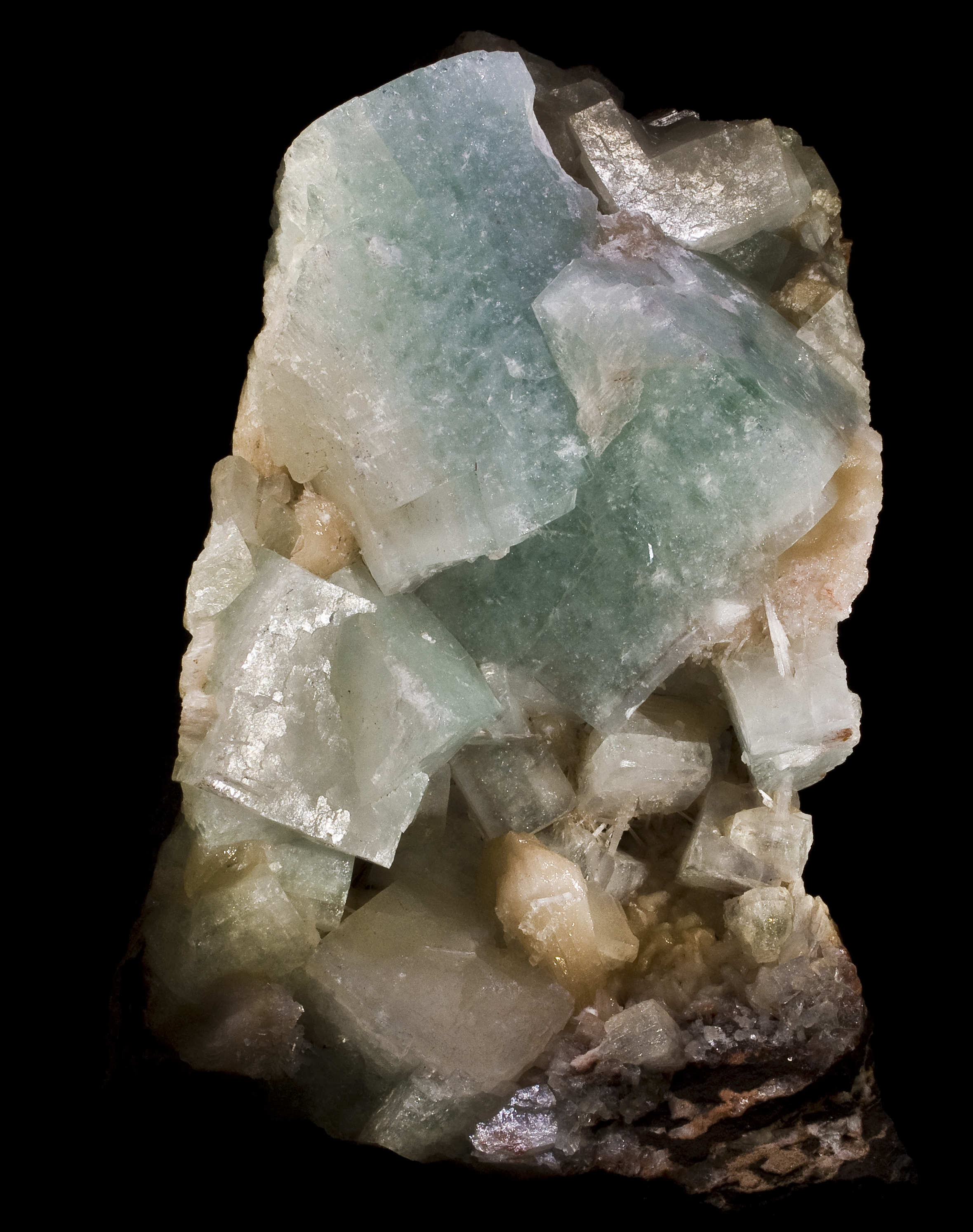
Große, grüne Fluorapophyllit-(K)-Kristalle von Caxias do Sul, Brasilien (Größe: 24 cm × 14 cm)

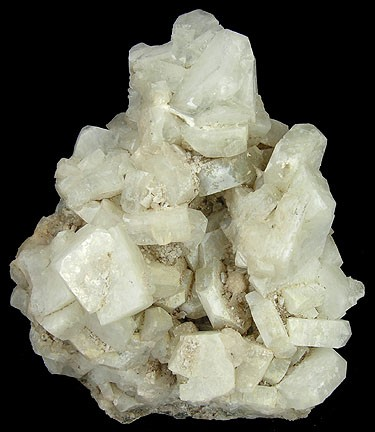
Fluorapophyllit-(K) aus dem Upper New Street Quarry bei Paterson, New Jersey, USA (Größe: 8,2 cm × 6,2 cm × 3,7 cm)

Fluorapophyllit-(K) entsteht als sekundäre Bildung in Hohlräumen und ehemaligen Gasblasen in Basalt oder anderen vulkanitischen Gesteinen, in Drusen und Miarolen in granitischen Gesteinen, in Skarnen und anderen Metamorphiten sowie als späthydrothermale Bildung in einigen Minerallagerstätten. Begleitminerale sind fast immer Zeolithe wie Stilbit, Laumontit und Skolezit sowie Calcit, Prehnit, Datolith, Pektolith und Quarz.
Unter den weltweit bisher (Stand 2016) rund 1100 für „Apophyllit“ bekannten Fundstellen gibt es lediglich ca. 320 Lokalitäten, in denen das Mineral Fluorapophyllit-(K) identifiziert worden ist. Für Fluorapophyllit-(K) ist keine Typlokalität ausgewiesen, jedoch ist der erste Fundort dieses Minerals die Sörgrube bei Hällestad unweit Finspång in der Landskap Östergötland, was der heutigen schwedischen Provinz Östergötlands län entspricht. Hällestad ist identisch mit dem ältestbeschriebenen Apophyllit-Vorkommen von Carl Rinman.
Die schönsten, gelegentlich deutlich rosafarbenen Fluorapophyllit-(K)-Kristalle Deutschlands stammen aus den Gruben „Samson“ und „St. Andreaskreuz“ (Beerberg), beide bei Sankt Andreasberg im Landkreis Goslar, Harz, Niedersachsen. Die wichtigsten Fundpunkte waren der Samsoner Hauptgang, der Felicitaser Gang und der Franz Auguster Gang. Weitere deutsche Fundorte für das Mineral sind der Steinbruch „Kirchberg“ bei Oberrotweil am Kaiserstuhl, der gleichfalls am Kaiserstuhl liegende Steinbruch „Fohberg“ (Hauri) bei Bötzingen und der Steinbruch „Artenberg“ bei Steinach unweit Haslach im Schwarzwald, alle in Baden-Württemberg. Auch vom Andesitsteinbruch bei Kreimbach-Kaulbach, Wolfstein, Rheinland-Pfalz, und aus dem „Steinbruch am Kuhlenberg“ bei Silbach am Winterberg, Sauerland, Nordrhein-Westfalen. Ferner aus erzgebirgischen Erzlagerstätten wie Freiberg („Thurmhofschacht“ von „Himmelfahrt Fundgrube“), Brand-Erbisdorf („Himmelsfürst Fundgrube“), Pöhla (Tellerhäuser) und dem Lagerstättenrevier Niederschlema-Alberoda, alle in Sachsen.
In Österreich fanden sich bis zu 5 cm große Kristalle mit Kalifeldspat auf der Baumgartenalpe im Floitenthal und im Floitengrund-Stillupgrund-Verbindungstunnel im Floitengrund, beide Zillertal, Tirol. Ähnlich große Kristalle stammen vom Großen Lienzinger am Kratzenbergsee, Hollersbachtal sowie aus der „Dunkelklamm“ und von der „Prehnitinsel“ am Kratzenberg, beide im Habachtal, alle in den Hohen Tauern, Salzburg.
Bis zu 3 cm große Kristalle fanden sich in den Gneissteinbrüchen von Arvigo, Val Calanca, Misox, Graubünden und aus dem großen Zeolithfund von 1873 an der „Skolezitkehle“ am Schattig Wichel (Piz Giuv), Fellital, Uri, Schweiz.
Aus den legendären, heute aber unter strengem Schutz stehenden Zeolithfundstellen, wie z. B. am Teigarhorn, im Gebiet Breiðdalur-Berufjörður, Suður-Múlasýsla, Austurland, Island. Im Vereinigten Königreich in Schottland aus dem „Chapel Quarry“ bei Raith, Fife, sowie aus mehreren Fundstellen auf der Isle of Skye, North West Highlands. Dazu zählen Dunvegan bei Duirinish; „The Storr“ (vgl. Old Man of Storr) unweit Portree sowie Quiraing bei Staffin, beide auf der Halbinsel Trotternish. In Italien u. a. von einer Reihe von Fundstellen auf der Seiser Alm im Grödner Tal, Südtirol, wozu die Tschapit-Alpe (Alpe Cepei, Cipitbach) und die „Frommer Lahn“ (Rio Fromm), beide bei Kastelruth, sowie die „Lafreider Hölle“ (Buco dell'Inferno) zählen.
Aus Tschechien von zahlreichen Fundstellen um Ústí nad Labem (Aussig) und Děčín (Tetschen) im Böhmischen Mittelgebirge, so z. B. im Steinbruch Mariánská Skála und bei Soutěsky (Zautig), beide Ústecký kraj, sowie bei Česká Lípa (Böhmisch Leipa), Liberecký kraj, alle in Böhmen. In Rumänien in Skarnen zusammen mit Wollastonit aus dem Băița Mining District (Băița-Bihor) bei Nucet, Kreis Bihor, und aus dem Oravița-Ciclova Cu-Mo-(W)-Erzfeld, Banat, Kreis Caraș-Severin. Mit Laumontit und Calcit aus alterierten Andesiten im Siebenbürgischen Erzgebirge wie bei Săcărâmb (ehemals Nagyág) unweit Deva, und bei Stanija, beide Kreis Hunedoara. Honiggelbe, bis 2 cm große Fluorapophyllit-(K)-Kristalle wurde zusammen mit Harmotom in der „Korsnäs Lead Mine“ bei Korsnäs, Landschaft Österbotten, Finnland, gefunden. In Schweden in extrem flächenreichen Kristallen aus der Utö gruvor, Utö, Södermanland. In Norwegen aus der „Charlotta Mine“ und anderen Kupfergruben (Kobbergruver) bei Sulitjelma unweit von Fauske, Nordland, sowie aus dem „Arent Quarry“, dem „Tuften 1 Quarry“, dem „Tuften 2 Quarry“, dem „Almenningen Quarry“ (Treschow-Fritzøe Quarry) und anderen Steinbrüchen in Tvedalen bei Larvik, Vestfold.
In Russland aus der Mo-W-Lagerstätte Tyrnyaus, Baksantal, Republik Kabardino-Balkarien, Nordkaukasus und in alpinotypen Klüften am Berg Puiva bei Saranpaul, Autonomer Kreis der Chanten und Mansen/Jugra, Subpolarural, Föderationskreis Ural. Aus der Lagerstätte „Komsomolskii“ im Cu-Ni-Erzfeld Talnach bei Norilsk, Region Krasnojarsk, Sibirien, in tafeligen, farblos-durchsichtigen Kristallen bis zu 5 cm Größe. Ferner aus der Lagerstätte „Danburitovyi“ („Tagebau B“) und dem Tagebau „Bor“ sowie der Grube 1. Sovetskij, alle bei Dalnegorsk (früher Tetjuche) im Bergbaubezirk Kavalerovo, Region Primorje, russischer Ferner Osten.
In Indien kommen Weltklasse-Stufen mit Fluorapophyllit-(K) vor allem aus den Steinbrüchen und anderen Aufschlüssen in dem Dreieck, welches die Städte Mumbai, Pune und Nashik in Maharashtra bilden. Diese Kristalle sind in den meisten Fällen farblos, weiß oder gelblich. In unterschiedlichen Grüntönen z. T. vollständig, z. T. nur zonar gefärbte Kristalle stammen hingegen aus den Steinbrüchen Pashan Hills, Nashik-Eklera, Jalgaon, Lonavala, Mumbai-Malad, Mumbai-Pada und Mahad oder wurden bei Brunnenbauten (Rahuri, Bidkin) geborgen. In China ist Fluorapophyllit-(K) aus der Fe-Sn-Lagerstätte „Huanggang“ (Huanggangliang-Mine), Hexigten-Banner, Chifeng (Ulanhad), Autonomes Gebiet Innere Mongolei; aus der Wollastonit-Lagerstätte „Xiaomeiling“ bei Liyang in der chinesischen Provinz Jiangsu, sowie der „Fengjiashan Mine“ (Daye Copper Mine) in Daye in der chinesischen Provinz Hubei, bekannt geworden. In Japan stammen Funde aus der „Kamioka Mine“ bei der Stadt Hida in Gifu innerhalb der Region Chūbu auf Honshū.
Sehr große Kristalle wurden in „Das Antas“, Veranópolis bei Bento Gonçalves, Rio Grande do Sul, Brasilien, geborgen. In Mexiko aus der „Mina la Valenciana“ bei Guanajuato und aus der „Mina la Luz“ bei La Luz, beide im Municipio Guanajuato, Guanajuato, aus der „Mina San Martín“, San Martín-Sabinas District bei San Martín, Municipio Sombrerete, Zacatecas sowie aus der Skarn-Polymetalllagerstätte Charcas, Municipio Charcas, San Luis Potosí. Aus den Vereinigten Staaten aus der „Keim’s Mine“ und der „Elizabeth Mine“ (French Creek Mines), St. Peters, Warwick Township, Chester Co., Pennsylvania, und Cornwall, Lebanon County, beide Pennsylvania. Daneben aus „Paterson“, Passaic County, und von Bergen Hill im Hudson County, beide New Jersey. Mit Kinoit aus der „Christmas Mine“ bei Christmas in den Dripping Spring Mts, Gila County, Arizona.
In Südafrika sind gute Kristalle aus der „Palabora Mine“ am Loolekop bei Phalaborwa, Provinz Limpopo, sowie aus der „Premier Mine“ bei Cullinan, City of Tshwane Metropolitan Municipality, Provinz Gauteng, der „Jagersfontein Mine“ bei Jagersfontein, Distrikt Xhariep, Provinz Freistaat und der „Kimberley Mine“ bei Kimberley im Distrikt Frances Baard, Provinz Northern Cape, gefunden worden.
Fluorapophyllit-(K) ist ferner aus Vorkommen in Australien, Chile, Kanada, Costa Rica, Frankreich, Madagaskar, Marokko, Namibia, Polen, Slowakei, Spanien, Tadschikistan, Uganda und der Ukraine sowie weiteren Fundpunkten in Brasilien, Deutschland, Indien, Italien, Japan, Tschechien, Finnland, Norwegen, Österreich, Russland, Südafrika, Schweden, der Schweiz, dem Vereinigten Königreich und den Vereinigten Staaten bekannt.

## Verwendung
Stufen mit Fluorapophyllit-(K)-Kristallen stellen aufgrund von deren Größe, Farbe, Glanz und der Paragenese in erster Linie für Sammler begehrte Bildungen dar.
Apophyllite bilden zwar allgemein schöne und klare Kristalle von hoher Qualität aus. Dennoch sind sie für die kommerzielle Verwendung als Schmuckstein eher ungeeignet, da sie mit einer Mohshärte von 4,5 bis 5 zu weich sowie aufgrund der sehr vollkommenen Spaltbarkeit und Sprödigkeit schwierig zu behandeln sind. Für Sammler wird das Mineral aber dennoch gelegentlich in verschiedenen Schliffformen angeboten.
Fluorapophyllit-(K) ist aufgrund seines Kaliumgehaltes ein wichtiges Mineral zur 40Ar/39Ar- und Rb-Sr-Geochronologie.